# Corriente de Helmi
La corriente de Helmi es una corriente estelar de la Vía Láctea. Comenzó como una galaxia enana, ahora absorbida por la Vía Láctea como una corriente. Fue descubierta en 1999, está formado por viejas estrellas deficientes en elementos pesados y tiene una masa de entre 10 a 100 millones de masas solares. Fue absorbida por la Vía Láctea hace unos 6 a 9 mil millones años.

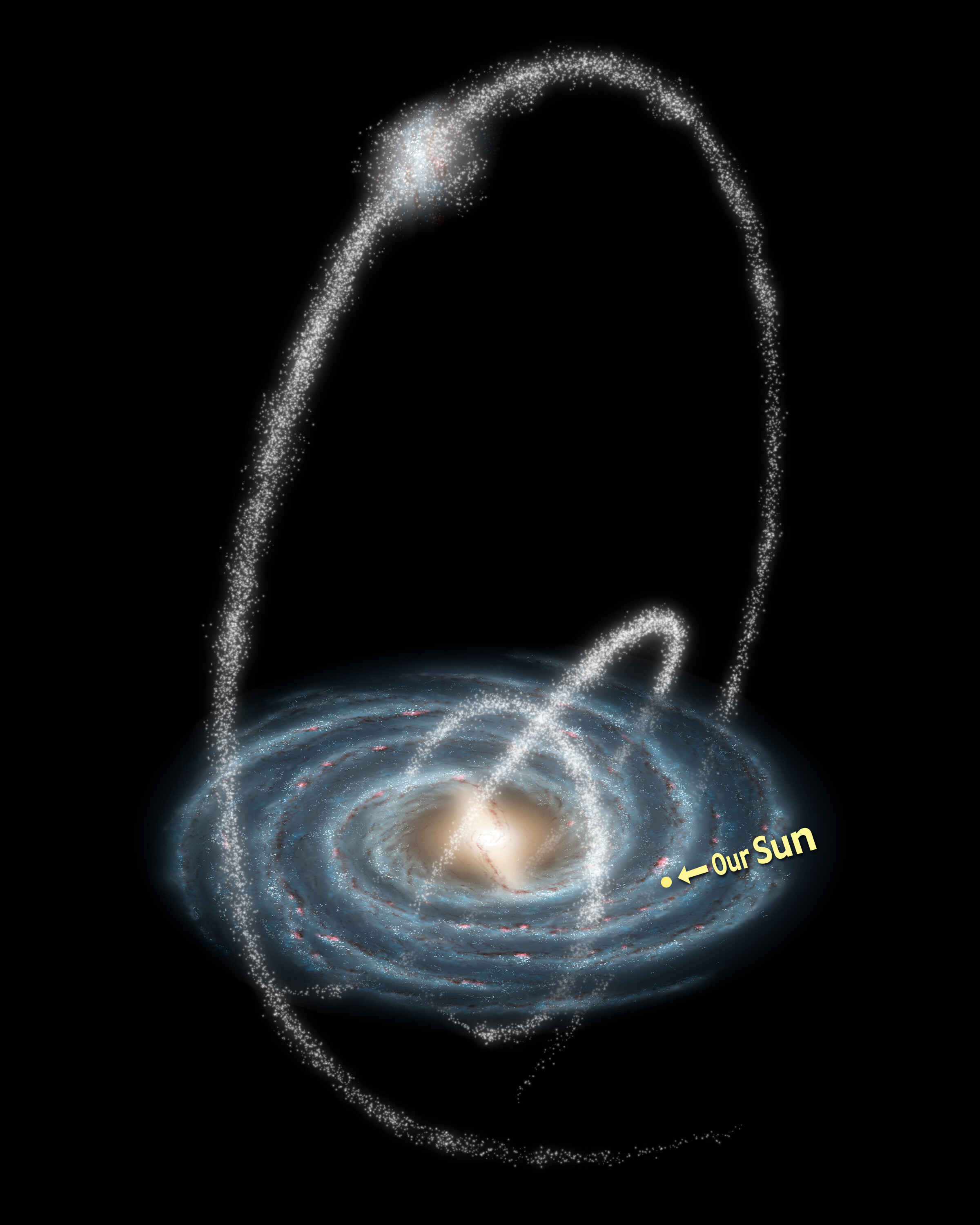
Remnants of ancient galactic collisions caught in MW gravity well.

## Los planetas de origen extragaláctico
En 2010, se publicó que la corriente Helmi acogía el primer planeta descubierto de origen extragaláctico, HIP 13044 b, alrededor de la estrella HIP 13044 Sin embargo, posteriores análisis de los datos de la velocidad radial no han podido confirmar el descubrimiento.